# 恩海沃广场站
恩海沃广场站（丹麥語：Enghave Plads Station）是哥本哈根地铁的一个地下车站。位于丹麦首都哥本哈根韋斯特布羅恩海沃广场地下，因所在区域曾是草场而得名。由且仅由哥本哈根地铁3号线使用。属于哥本哈根地铁第1收费区。 附近的地标包括：恩海沃广场、恩海沃公园、音乐聚会场所—— Vega、美食一条街——伊德施泰特街。2019年9月29日，随哥本哈根地铁3号线其余16座车站一同启用。 本站的内部装修大量采用红砖元素，与地面广场上的建筑红砖外墙相呼应。